# 1719 Jens
Jens (asteróide 1719) é um asteróide da cintura principal com um diâmetro de 18,93 quilómetros, a 2,0659867 UA. Possui uma excentricidade de 0,2220867 e um período orbital de 1 580,83 dias (4,33 anos).
Jens tem uma velocidade orbital média de 18,27656554 km/s e uma inclinação de 14,27563º.
Esse asteróide foi descoberto em 17 de Fevereiro de 1950 por Karl Reinmuth.